# Джордж Скітерс
Джордж Скітерс (англ. George H. Scithers) — американський письменник та редактор у жанрі наукової фантастики.
Довгий час був членом Всесвітнього науково-фантастичного товариства, він публікував Science-fiction fanzine починаючи з 1950-х років, написав короткі оповідання і перейшов на редагування кількох відомих фантастичних журналів, а також ряд антологій. Будучи редактором Weird Tales, він читав лекції в Бібліотеці Конгресу в 2008 році. Wildside Press опублікувало у 2008 році його найновішу книгу Cat Tales: Fantastic Feline Fiction.

## Біографія
Першою науково фантастичною публікацією Скітерса була розповідь «Вірний посланник», з'явився в журналі If в 1969 році. Однак його участь у цій галузі починається з 1957 року, коли він почав видавати фанзину Яндро. Через два роки він опублікував журнал «Амра», який бів нагороджений премією Г'юго. Деякі статті, що були спочатку опубліковані в Амрі, пізніше були перевидані як частина двох томів про Конана Варвара, яку Скітерс спільно редагував з Л. Спрег де Кемпом.
У 1963 році Скітерс очолив конвенцію Discon I, 21-й Worldcon, яка відбулася у Вашингтоні. Він був постійним парламентарієм для ділових зустрічей Всесвітнього науково-фантастичного товариства і був автором посібника з ведення науково-фантастичних конвенцій, керівництва Голови Конкомітету, спираючись на його досвід роботи в DisCon 1 у 1963 році.
У 1973 році Скітерс заснував Owlswick Press, невелику незалежну видавничу компанію. У 1976 році Олзсвік опублікував книгу Скітерса (під псевдонімом Карл Вюрф) «Служити Людині: Куховарська книга для людей» (в тому числі рецепти «Варені ноги людини», «Техаський чилі з ковбоєм» та «Особисті кебаби»).
У 1977 році він був призначений першим редактором журналу Science Fiction Magazine (IASFM) Ісаака Асімова. Він залишався на цьому положенні до 1982 року та отримав ще дві нагороди від Г'юго за свою роботу там. Після виходу з IASFM, Скітерс взяв на себе головне управління в Amazing Stories і редагував цей журнал до 1986 року.
У 1988 році він працював з Джоном Грегорі Бетанкортом і Даррелом Швайцером, щоб відновити Weird Tales. У 1992 році він і Швайцер виграли Всесвітню фентезійну премію за свою роботу над Weird Tales.
На Всесвітній фантастичній конвенції 2002 року в Міннеаполісі Скітерс і Форрест Дж. Еккермен отримали нагороди «Світові фантастичні досягнення».
Скітерс помер 19 квітня 2010 року, через два дні після серцевого нападу.

### Антологія
- Космонавти та андроїди: вибір Азімова (1977)

- Чорні дірки та монстри з опуклими очима: вибір Азімова (1977)

- Комети і комп'ютери: вибір Азімова (1978)

- Темні зірки та дракони: вибір Азімова (1978)

- Інопланетяни і Затемнення: вибір Азімова (1978)

- Магістри фантастики Айзека Азімова (1978) з Айзеком Азімовим

- Пригоди наукової фантастики Ісаака Азімова (1980) з Айзеком Азімовим

- Ідеї науки про фантастику Ісаака Азімова (1979)

- Світ наукової фантастики Ісаака Азімова (1980)

- Близьке та далеке майбутнє Ісака Азімова (1981)

- Розповіді з космічного бару (1986) з Дарреллом Швейцером

- Інший круг у барі космічного корабля (1989) з Дарреллом Швейцером

- Cat Tales № 1[12] (2007)

- Cat Tales: Fantastic Feline Fiction[13](2008)

### Наукова література
- Посібник Голови Ради Конкомітету (1965)

- The Conan Swordbook (1969) з Л. Спрег де Кемп

- The Conan Grimoire (1972) з Л. Спрег де Кемп

- Служити людині: книга для людей (1976)

- Про написання наукової фантастики (The Editors Strike Back!) (1981) з Дарреллом Швейцером та Джоном Фордом